# Chiesa di Ognissanti (Padova)
La chiesa di Ognissanti è un edificio religioso di origine altomedievale che si erge in contrà Ognissanti, ora via Ognissanti, a Padova. La chiesa, nata nei pressi di uno xenodochio, sino alle soppressioni napoleoniche era parte di un complesso monastico benedettino.
Ai restauri dell'edificio nel XVI secolo lavorò Vincenzo Scamozzi.

## Storia

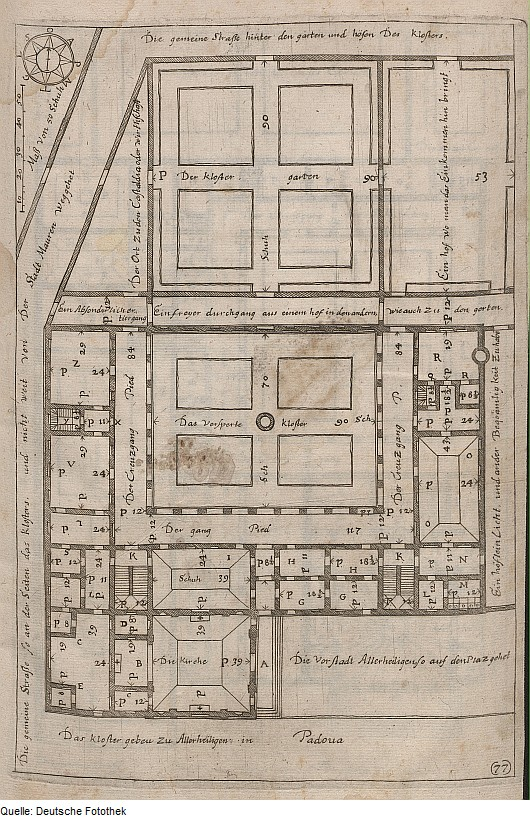
Il progetto per il complesso di Ognissanti, di Vincenzo Scamozzi.

Sorta secondo alcuni già nel IV secolo, la chiesa di Ognissanti nacque come dipendenza di uno xenodochio posto ad accoglienza delle genti che transitavano sulla strada che collegava Patavium ed Altinum, in un'area abitata in età paleoveneta, che età romana divenne luogo funerario. Il primo documento a citarla, un atto di donazione che Gualmanno de' Sorella muove alla chiesa Omnium Sanctorum, reca la data 9 marzo 1147. Nel maggio 1177 papa Alessandro III pose sotto sua diretta protezione chiesa e ospitium, lo xenodochio. Tra i benefattori della chiesa nel XII secolo figurava pure Speronella Dalesmanini. La chiesa era officiata dai monaci benedettini che nei pressi possedevano un cenobio. Nel XIII secolo la chiesa è parrocchiale. Il monastero benedettino per un periodo "doppio" (maschile e femminile) e poi priorato, crebbe d'importanza e le sue strutture inglobarono definitivamente la chiesa divenuta prepositurale, affidata definitivamente alla comunità conobitica dal vescovo Giovanni Battista Forzatè nel 1256.

Nelle visite pastorali del cinquecento la chiesa e il cenobio furono trovati fatiscenti, e pure a rischio di crollo tant'è che i monaci abbandonarono il priorato. Nel 1589 il cardinale Federico Corner promosse dei lavori di restauro e il complesso accolse le monache benedettine di Polverara. Il cardinale affidò i lavori a Vincenzo Scamozzi che già lavorava in città per i teatini di San Gaetano. I lavori che procedettero a singhiozzo, e si concentrarono nella chiesa solo dal 1657 al 1666 secondo il volere della badessa Ludovica da Vico che affidò la direzione al proto Zuane Zenso. Nel 1671 il cardinale Gregorio Barbarigo la trovava completata con cinque altari; su uno erano ospitati i corpi di san Paolino martire e santa Valeria martire. Della chiesa antica a croce latina si conservò solo la parte terminale, verso il presbiterio ed il campanile.

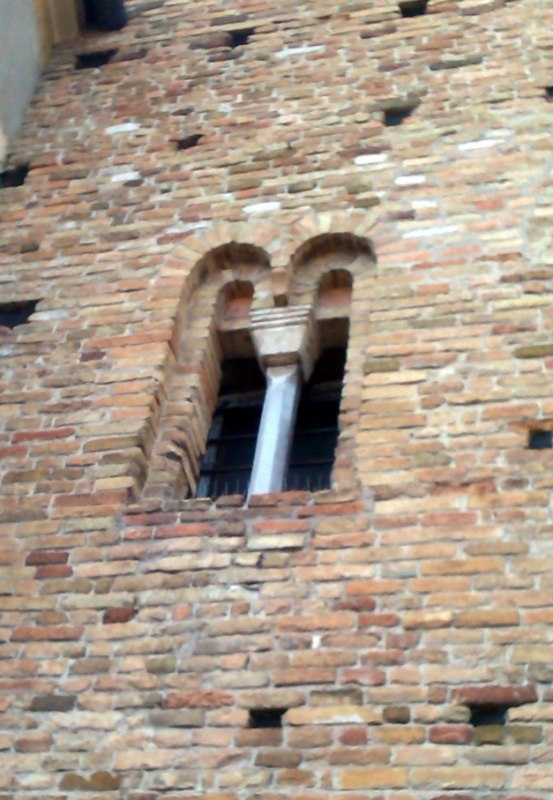
Bifora romanica che si apre sul campanile.

 Il prevosto della chiesa di Ognissanti, Nicolò Macchiono, sempre nel XVII secolo, ricordava che la chiesa non necessitava di spazi cimiteriali esterni, perché dotata di depositi interni. Nel 1738 il proto Bernardo Squarcina ampliò l'edificio verso la facciata.
Con le leggi ecclesiastiche napoleoniche la chiesa prepositurale assorbì le parrocchie di San Massimo, Santa Maria Iconia mentre il monastero fu abbandonato sino al 1818 quando Maria Serafina Rossi lo acquistò per aprirvi un collegio femminile. Divenne poi sede delle Dame del Sacro Cuore. Nel 1852 vi si installò l'istituto degli esposti (da San Giovanni di Verdara) che installò la ruota degli esposti, verso il sagrato. Nella chiesa furono portate le salme del beato Pellegrino e del beato Ongarello (dalla chiesa del Beato Pellegrino) ma questo non accese il fervore religioso dei nuovi parrocchiani, che non partecipavano alle funzioni per la posizione decentrata del tempio per cui, il prevosto don Antonio Troilo, favorì alla costruzione di una nuova chiesa sul luogo di Santa Maria Iconia, chiesa che venne inaugurata nel 1864. La chiesa di Ognissanti fu chiusa al culto e molte opere d'arte che vi si conservavano furono portate alla chiesa dell'Immacolata. La chiesa fu riaperta con il titolo di parrocchiale il 5 luglio 1941 grazie all'intervento di don Luigi Bonin.
Oggi la chiesa di Ognissanti è attualmente parrocchia appartenente al Vicariato della Cattedrale ed officiata dal clero secolare della diocesi di Padova.
Nella chiesa si riuniva la fraglia dei barcaroli del Portello, che possedevano un altare e veneravano la statua quattrocentesca della Vergine ora alla chiesa dell'Immacolata.
Nella chiesa trovano sepoltura le monache, i prevosti, alcuni patrizi veneti e dottori dell'università.

## Descrizione

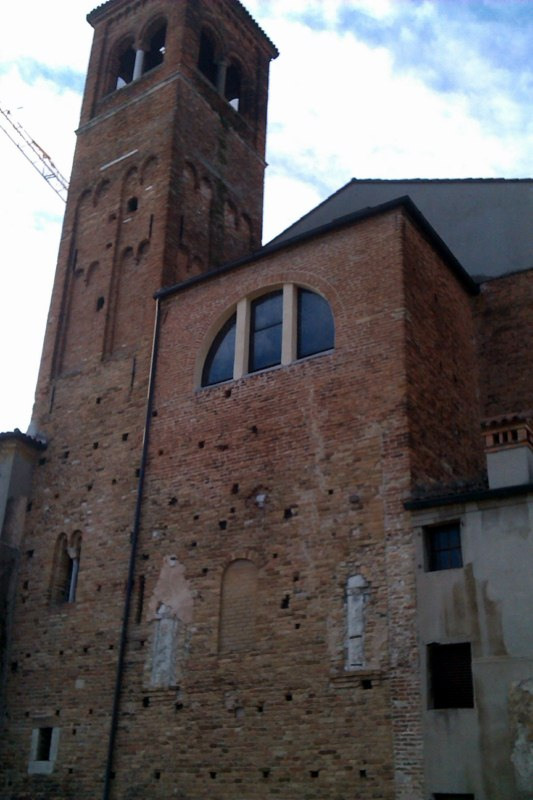
La zona absidale della chiesa di Ognissanti

### Esterno

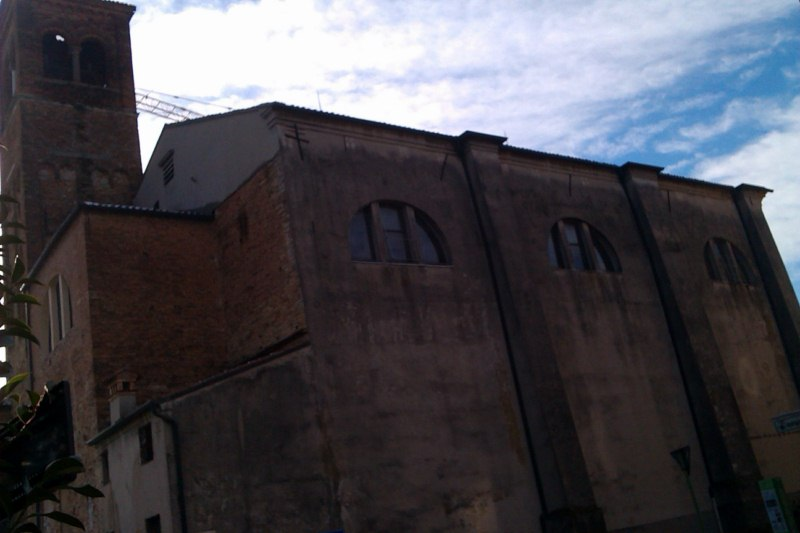
La fiancata della chiesa

La chiesa è orientata ponente-levante (abside rivolto a levante) e si innalza a conclusione della via Ognissanti. La bretella che ora l'affianca è frutto di interventi otto e novecenteschi. Il lato a sud si accosta a quelle che erano le strutture monastiche. La parte più antica è quella absidale, di forma quadrangolare e affiancata all'alto campanile romanico. Eretta su pietra e cotto, mossa da archetti e aperture dei secoli X e XI, per alcuni è il risultato di adattamento di un fortilizio tardoantico. Il finestrone termale è frutto di un intervento cinquecentesco. Il resto della struttura, è il compimento di adattamenti e ingrandimenti della navata medievale, in gran parte demolita per allargare l'aula. La fiancata a settentrione è sostenuta da tre imponenti contrafforti e aperta da tre finestre alla palladiana. Un'altra finestra alla palladiana si apre sulla facciata incompiuta, aperta da tre portali di cui quello centrale, maggiore, è seicentesco e alleggerito da un frontone spezzato. Tutte le intonacature risalgono agli anni '40 del novecento.
Accanto alla chiesa, posta all'interno di quello che in origine era un portale di accesso al monastero, è visibile il meccanismo della ruota degli esposti, utilizzata sino alle legislazioni fasciste.

### Interno

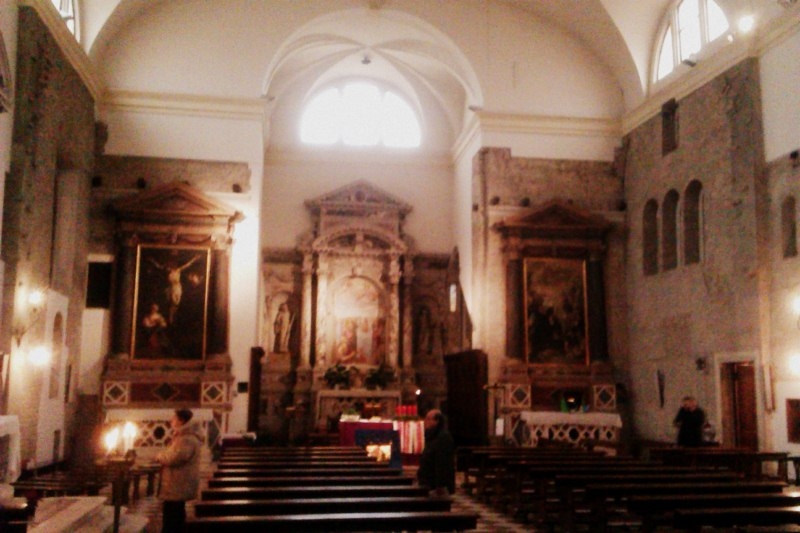
L'interno.

La luminosa aula, recentemente restaurata, converge al grande altare maggiore di gusto manierista-barocco seguito nel 1676 da Francesco Fasolato su cui era posta la pala decantatissima di Bonifacio de' Pitati Maria Vergine Assunta in cielo alle presenza degli appostoli poi sostituita da una Pentecoste in fresco strappato, forse cinquecentesco. Sulle nicchie statue lignee raffiguranti santa Scolastica e san Benedetto. Il paliotto d'altare è decorato da marmi bianchi e neri. Preziosi anche i lignei stalli del coro. Dopo le recenti fasi di recupero sono state portati alla luce i brani della muratura medievale e sul presbiterio, il resto di una scala voltata del X-XI secolo che un tempo si apriva sulla muratura, e pure una feritoia.
Affiancano il presbiterio due altari laterali cinquecenteschi, rivolti a levante: su quello di destra è posta una splendida tela (1730) di Francesco Migliori raffigurante il Paradiso. sull'altare a sinistra Crocifissione di ignoto settecentesco. Sulle pareti laterali in prossimità degli altari, i resti del transetto medievale con l'interessante trifora romanica riaffiorata durante i restauri che hanno pure portato alla luce, in una nicchia, il volto di un Cristo Pantocratore del X-XI secolo.
Sull'altare laterale cinquecentesco, a sinistra, è posto l'affresco miracoloso che come ricorda il Rossetti «era nell'angolo, o cantonata della fabbrica di questo Ospitale [la Ca' di Dio], sopra la strada pubblica, per la quale si va a Santa Caterina, di dove fu trasportata sul [...] altare [della Chiesa della Ca' di Dio] nell'anno 1595; essa è di Stefano dall'Arzere». 
Dopo la demolizione della Chiesa della Ca' di Dio fu trasportato a san Giovanni di Verdara nel 1784 e definitivamente posto ad Ongissanti nel 1868 e collocato sulla nicchia già occupata forse, dalla statua della Madonna dei Barcaroli. Dirimpetto, altare seicentesco su cui è posta la pala di Giovanni Carboncini (1681) Visitazione di Maria.
Lungo le pareti, piccolo lapidario con resti di iscrizioni e cippi di età romana.
Sul pavimento, alcuni numeri alla romana segnalano le sepolture seicentesche le cui lapidi furono levate nel restauro del 1837.

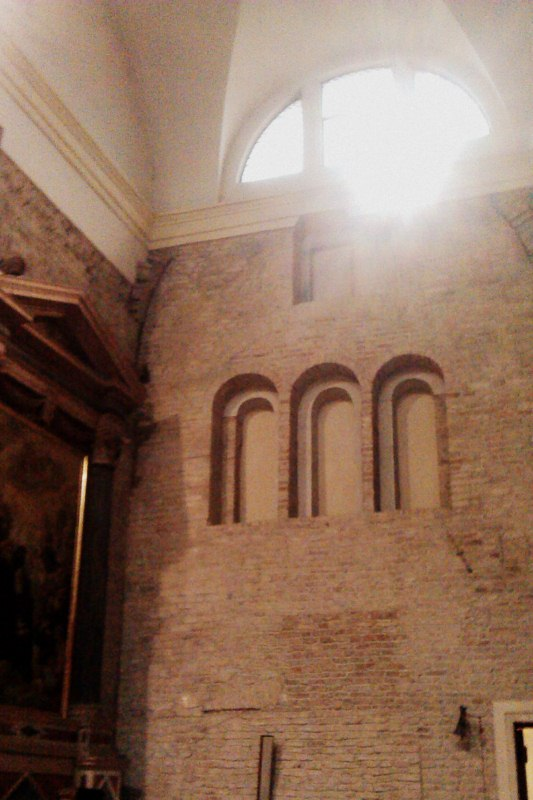
La trifora romanica.
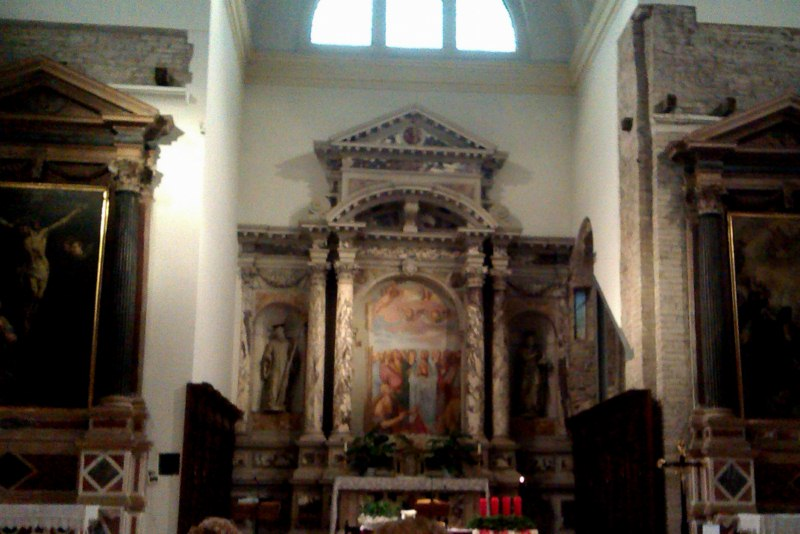
Il presbiterio.
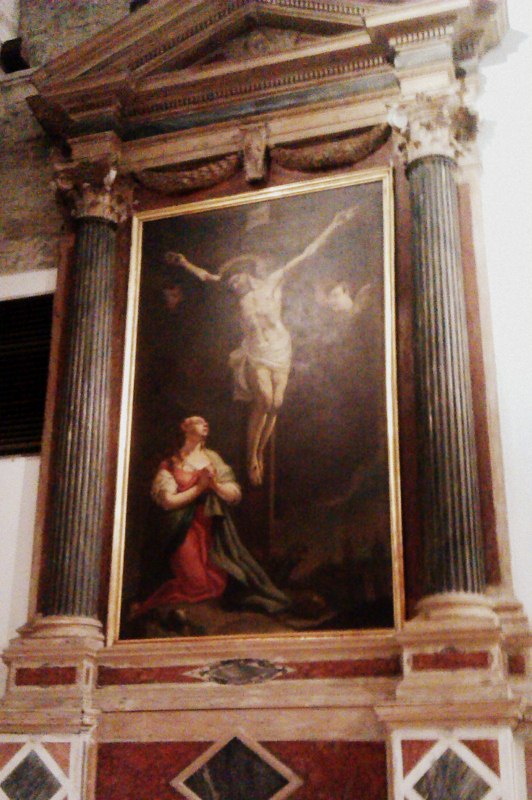
Pala della Crocifissione.
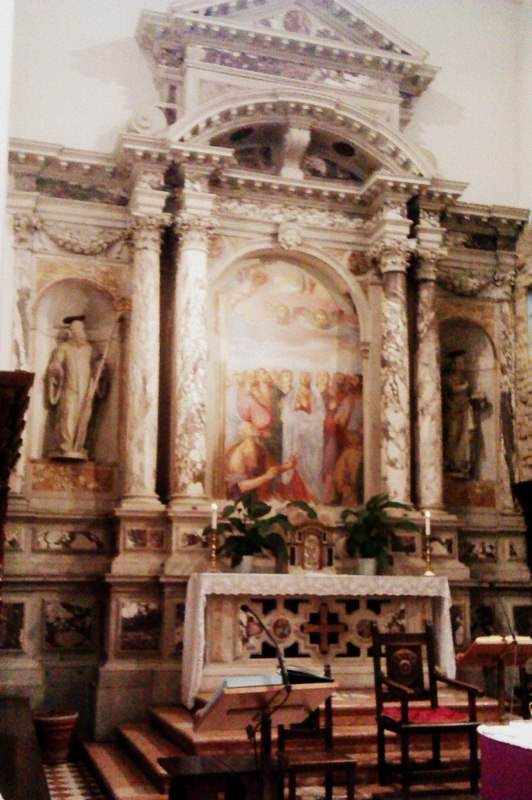
L'altare maggiore.
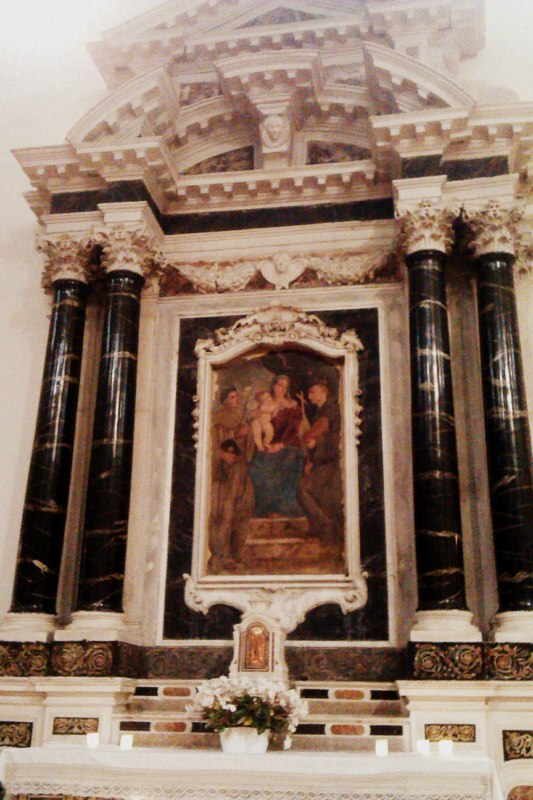
L'altare della Vergine.
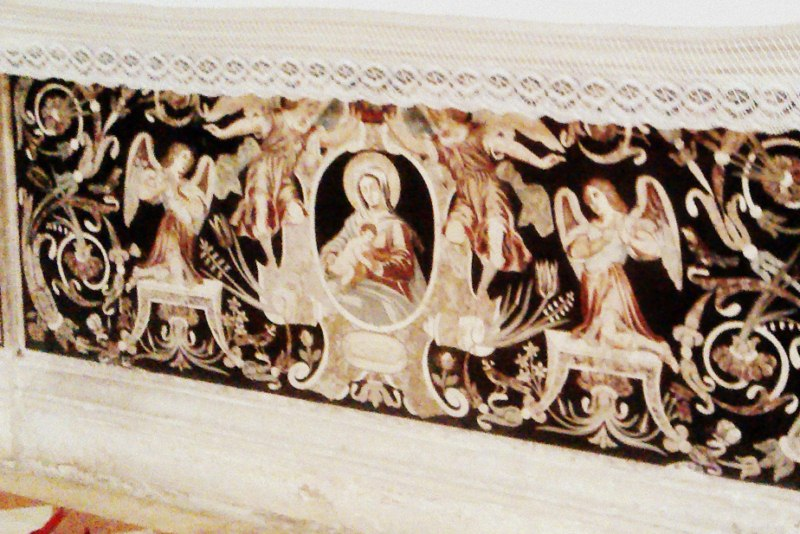
Il paliotto dell'altare della Vergine.
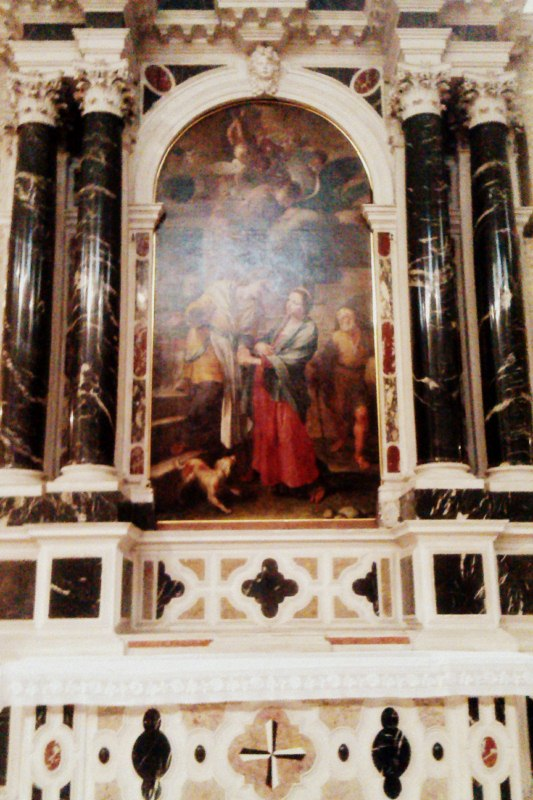
L'altare della Visitazione.

### Organo

#### Storia

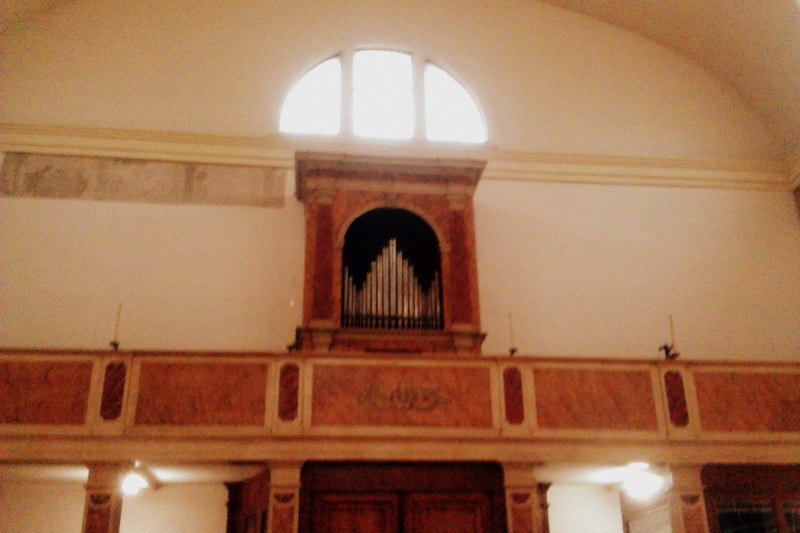
L'organo Callido sulla cantoria.

Nella chiesa si conserva il prezioso organo proveniente (dopo il 1810) dalla demolita chiesa di Santa Giuliana. Sarebbe dunque l'opera n. 233 di Gaetano Callido, databile 1785, sebbene non si rinvengano segnature o firme, cosa inusuale per il Callido. Lo strumento, già pesantemente manomesso dalla ditta "La Fonica" negli anni '50 del novecento (estensione della tastiera, pedaliera diritta, inserimento di Viola, Voce Celeste e trasposizione del Flauto in XII a Flauto in Ottava, azionamento pneumatico dei registri con pedale del Crescendo, eliminazione di uno dei due mantici), è stato restaurato in maniera filologica da Alfredo Piccinelli nel 1996 e inaugurato il 6 maggio 1998 da Gustav Leonhardt.

#### Descrizione
Lo strumento, posto sul grande barco monastico in controfacciata, luogo un tempo riservato alle monache - che vi accedevano da un'apposita porta direttamente dal monastero -, è collocato in cassa lignea barocca, probabilmente coeva, pur se non ci sono dati. La facciata é composta da 21 canne in stagno appartenenti al registro di Principale, bocche allineate e labbro superiore a mitria, canna maggiore: Do2. La consolle a finestra ospita il manuale (riportato all'originale durante l'ultimo restauro) di 45 tasti, con prima ottava scavezza, e la pedaliera a leggio, ricostruita, di 18 tasti (Do1-Sol#2 + tamburo). I registi, posti a destra della tastiera, sono azionati da tiranti "alla veneta" con Tiraripieno a manovella. La ventilazione, garantita da due mantici a cuneo posti all'interno della cassa, è azionabile sia manualmente (tramite corde) che con elettroventilatore, con valvole di non ritorno rilasciabili tramite apposite cordicelle, raggiungibili rimuovendo il pannello del leggio.

#### Disposizione
- Principale bassi e soprani
- Ottava
- Decimaquinta
- Decimanona
- Vigesimaseconda
- Voce Umana
- Flauto in XII
- Cornetta
- Bassi